# (474640) 2004 VN112
2004 في أن 112 (ويعرف أيضًا باسم (474640) 2004 في أن 112 وفق تسمية الكوكب الصغير) (بالإنجليزية: 2004 VN112)‏ هو كويكب ضمن حزام الكويكبات؛ وترتيبه 474640 من حيث الاكتشاف.
اكتُشف هذا الجُرم الفلكي بواسطة مرصد كرو تولولو في 2004.

## وصلات خارجية
- (474640) 2004 VN112 في قاعدة بيانات مختبر الدفع النفاث لأجرام النظام الشمسي الصغيرة

- الاكتشاف · مخطط المدار ·  العناصر المدارية · المعلمات المادية

- (474640) 2004 VN112 على موقع ويكي سكاي: DSS2, SDSS, GALEX, IRAS, Hydrogen α, X-Ray, Astrophoto, Sky Map, Articles and images